# Kättebo naturreservat
Kättebo är ett naturreservat i Asige socken i Falkenbergs kommun i Halland. Reservatet ligger invid Suseån. Det har en yta på 24,6 hektar och består av ädellövskog. I området finns 21 rödlistade mossor och lavar, bland annat brynia och röd pysslinglav. Området är skyddat sedan 2000.